# Кентерберийский конный стрелковый полк
Кентерберийский конный стрелковый полк (англ. Canterbury Mounted Rifle Regiment)— воинское подразделение новозеландской армии, сформированное и задействованное в годы Первой мировой войны.

## Формирование
Полк был создан 12 августа 1914 года. Для комплектации его личным составом было выделено по одному эскадрону из уже существовавших полков Территориальной армии: 1-й конный стрелковый полк — йоменский (Кентербери), 4-й конный стрелковый полк (Южный Кентербери), 10-й конный стрелковый полк (Нельсон). 3 декабря 1914 года полк прибыл в порт Александии и разместился в тренировочном военном лагере под Каиром.

## Боевой путь
Боевое крещение полк принял в апреле 1915 года в Галлиполи. В дальнейшем в составе новозеландской конной стрелковой бригады участвовал во всех основных сражениях Синайско-Палестинской кампании.

## Командующие
- подполковник Дж. Финдлей